# Lee Fullhart

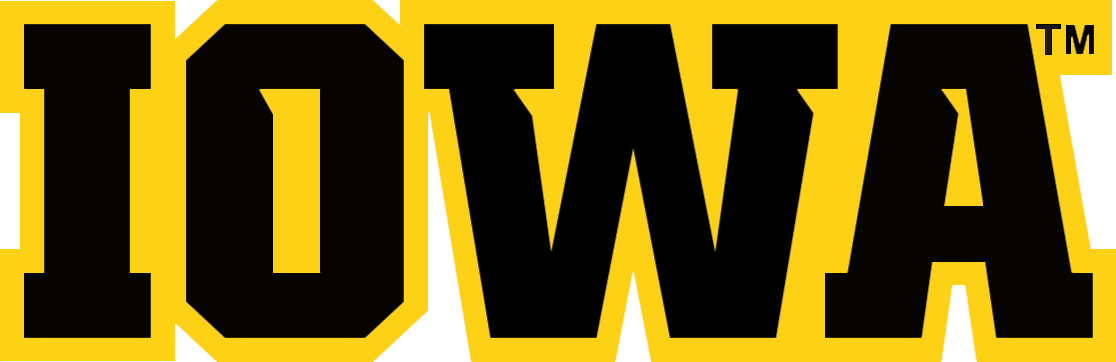
Zawodnik Iowa Hawkeyes

Lee Fullhart (ur. 6 października 1976) – amerykański zapaśnik. Złoty medalista mistrzostw panamerykańskich w 2003, a siódmy w 2007. Trzeci w Pucharze Świata w 2002 i piąty w 2005 roku.
Zawodnik Decorah High School z Decorah i University of Iowa. Cztery razy All-American (1996–1999) w NCAA Division I, pierwszy w 1997; drugi w 1999; trzeci w 1998; czwarty w 1996 roku.